# Mohammedia Open
Il Mohammedia Open è stato un torneo professionistico di tennis giocato su campi in terra rossa. Nel 2013 ha fatto parte dell'ITF Men's Circuit per essere promosso l'anno successivo nell'ATP Challenger Tour. Si è giocato annualmente a Mohammedia in Marocco dal 2013 al 2016.

## Albo d'oro

### Singolare
| Anno | Campione                | Finalista               | Punteggio        |
| ---- | ----------------------- | ----------------------- | ---------------- |
| 2016 | Gerald Melzer           | Stefanos Tsitsipas      | 6–3, 3–6, 6–2    |
| 2015 | Roberto Carballés Baena | Kamil Majchrzak         | 7–6(4), 6–2      |
| 2014 | Pablo Carreño Busta     | Daniel Muñoz de la Nava | 7–6(2), 2-6, 6-2 |
| 2013 | Markus Eriksson         | Lamine Ouahab           | 6–2, 6–3         |

### Doppio
| Anno | Campioni                        | Finalisti                                   | Punteggio            |
| ---- | ------------------------------- | ------------------------------------------- | -------------------- |
| 2016 | Dino Marcan Antonio Šančić      | Roman Jebavý Andrej Martin                  | 7–6(4), 6–4          |
| 2015 | Íñigo Cervantes Mark Vervoort   | Roberto Carballés Baena Pablo Carreño Busta | 3–6, 7–6(2), [12–10] |
| 2014 | Fabiano de Paula Mohamed Safwat | Richard Becker Elie Rousset                 | 6-2, 3-6, [10-6]     |
| 2013 | Isak Arvidsson Micke Kontinen   | Yassine Idmbarek Mehdi Jdi                  | 7–6(3), 6–3          |